# Franz Konrad (ufficiale)
Franz Konrad (Liesing, 1º marzo 1906 – Varsavia, 6 marzo 1952) è stato un militare austriaco comandante nelle SS della Germania nazista, funzionario amministrativo responsabile della Werteerfassung ("registrazione di oggetti di valore") nel ghetto di Varsavia. Ha guadagnato il soprannome di "re del ghetto di Varsavia". Nel marzo 1952 Konrad fu giustiziato per impiccagione a Varsavia.

## Biografia

### Carriera
Franz Konrad fu figlio di un minatore. Conseguì la laurea in economia; iniziò come contabile lavorando con diverse aziende di esportazione. Ben presto "dimostrò la sua propensione all'azione criminale quando fu sorpreso a rubare denaro al suo datore di lavoro. Non solo perse il lavoro, ma fu anche imprigionato per tre mesi nel 1932. Fuori di prigione e senza lavoro, Konrad si allontanò per alcuni settimane fino a quando il suo ex avvocato difensore lo aiutò a unirsi alle (allora) illegali SS austriache (numero 46.204) nel gennaio 1933". Successivamente, si unì al partito nazista con numero di iscrizione: 1.085.499. Konrad, membro dei Lebensborn, si sposò nel 1931 e in seguito divenne padre di tre figli.
Dopo il 19 giugno 1933, l'Austria bandì il partito nazista e Franz Konrad partecipò al tentativo di colpo di stato nel luglio 1934. Konrad fu arrestato e detenuto a Wöllersdorf-Steinabrückl. Nel luglio 1935 fuggì nella Germania nazista, ed entrò nel campo delle SS a Weisshenfeld per l'addestramento militare come membro della SS-Verfügungstruppe. Tornò in Austria dopo l'Anschluss nell'aprile 1938 come comenadante delle SS a tempo pieno e ufficiale amministrativo della sezione XXXV delle SS, Sturmbann III/94 (SS -Führer und Verwaltungsführer des SS-Abschnitts XXXV, Sturmbann III/94). Nel gennaio 1939 Konrad fu nominato SS-Untersturmführer.
Nel novembre 1939, dopo lo scoppio della seconda guerra mondiale, fu convocato come funzionario amministrativo a tempo pieno delle SS e SS-Oberscharführer der Waffen SS di Varsavia presso la 1. SS-Panzer-Division "Leibstandarte SS Adolf Hitler", dove fu responsabile della costruzione e dell'istituzione degli alloggi per le truppe e anche dell'acquisizione dei beni per queste truppe.
Nel giugno 1941, fu aggregato alla cavalleria di Hermann Fegelein e coinvolto nell'operazione Barbarossa. Nel luglio 1941 fu promosso al grado di SS-Obersturmführer. Nel luglio 1942 tornò a Varsavia e divenne un responsabile amministrativo per l'acquisizione di proprietà e beni mobili ebraici nel ghetto di Varsavia dove si guadagnò il soprannome di "re del ghetto di Varsavia". Questo luogo fu sotto la diretta supervisione delle SS e del capo della polizia ( SS und Polizeiführer ) di Warschau SS-Oberführer Ferdinand von Sammern-Frankenegg, che era anche responsabile della requisizione, dello smistamento e dell'instradamento di beni, fondi, attrezzature e macchinari ebraici. A Varsavia è "presunto di aver mantenuto l'aristocratica polacca contessa Barbara Kalewska come sua amante personale".
Il 1 aprile 1943, Konrad fu riassegnato alla SS e capo della polizia ( SS und Polizeiführer ) di Lublino SS- Gruppenführer Odilo Globocnik e impiegato nelle Ostindustrie GmbH. Rientrò nelle SS del ghetto di Varsavia, sotto il comando del capo della polizia (SS und Polizeiführer) SS-Oberführer Ferdinand von Sammern-Frankenegg. Durante la rivolta del ghetto di Varsavia del 1943, Konrad prese parte alla repressione. Nel resto del 1943 Konrad fu impegnato con la revisione e trasformazione in campo di lavoro del campo di prigionia a Wlodawache.
Fu coinvolto nell'acquisizione di oggetti di valore nel ghetto di Białystok, e anche nel trasferimento del resto dei macchinari dal ghetto di Varsavia. Alla fine del 1943, Konrad terminò il suo lavoro per le Ostindustrie GmbH e dal 3 gennaio 1944 Franz Konard fu assunto come capo amministrativo dell'ufficio delle SS a Schloss Fischhorn vicino a Zell am See. Nel febbraio 1944 fu promosso SS-Hauptsturmführer. Si presume che abbia mantenuto Martha von Broskowitz sia come segretaria personale che come amante.
Il 5 maggio 1945, Josef Spacil incontrò il SS-Hauptsturmführer Franz Konrad nel villaggio di Mittensill, vicino a Taxenbach e gli consegnò una notevole somma di denaro della Reichsbank. Si trattava principalmente di denaro proveniente dalla Reichsbank di Berlino in parte destinato a qualche uso dopo la guerra, in parte era apparentemente distribuito liberamente agli alti ufficiali della Gestapo e delle SS nelle vicinanze per pagare i salari dei soldati tedeschi.

### Cronologia della carriera militare
- Gennaio 1939: SS-Untersturmführer
- Novembre 1940: SS-Oberscharführer der Waffen SS
- Luglio 1941: SS-Obersturmführer
- Febbraio 1944: SS-Hauptsturmführer

## Dopoguerra
Dopo la guerra, Konrad fu arrestato e condannato nel processo tenuto a Dachau contro il SS-Gruppenführer Jürgen Stroop per aver partecipato alla liquidazione del ghetto di Varsavia. Il 6 marzo 1952 Konrad fu giustiziato per impiccagione a Varsavia insieme a Stroop.